# Карлитов пут
Карлитов пут (енгл. Carlito's Way) је гангстерски филм из 1993. снимљен по романима Карлитов пут и Ситни сати судије Едвина Тореса. Сценарио је написао Дејвид Кеп, а режисер је Брајан де Палма. Главне улоге играју: Ал Пачино, Шон Пен и Пенелопи Ен Милер.
Бивши осуђеник из Порторика, управо пуштен из затвора, упркос притиску око себе, заклиње се да ће оставити дрогу и насиље иза себе и живети бољим животом, ван Њујорка. Међутим, околности почињу да га гурају ка истим активностима које су га и довеле у затвор.

## Радња
Филм почиње сценом у којој рањеног Карлита Бригантеа (Ал Пачино) одводе у амбулантним колима. Док кола застају у саобраћајној гужви, почиње присјећање на догађаје. Прича почиње у судници, гдје је Карлитов адвокат Дејв Клајнфилд (Шон Пен) управо успио избавити Карлита из затвора Гринхејвен и Синг Синг након што је одслужио више од пет година на темељу осуде за посједовање дроге. Пресрећни Карлито почиње славити у судници, што се наставља до остатка дана и ноћи док Карлито и Клајнфилд плешу и пију до зоре. На самом крају ноћи, Карлито изненађује Клајнфилда: намерава живјети нормалним животом. Знајући да је Карлито био гангстер и дилер од дјетињства, Клајнфилд посумња у то, али Карлито инсистира на томе и објашњава свој план: купити ауто-салон на Бахамима и изнајмљивати ауте богатим туристима. Клајнфилд истакне да Карлито нема новца, ресурса или веза, те не зна како се продају аутомобили. Карлито одвраћа како ће порадити на томе.
Карито сутрадан посјећује бивши комшилук и бива изненађен промјенама током година које је провео у затвору те како зна само неколицину људи. Сусреће Пачангу (Луис Гузман), пријатеља и гангстера, који води попис њихових пријатеља који су умрли или завршили у затвору. То учвршћује Карлита у намјери да се држи подаље од подземља, али сви којима то каже, од пријатеља до бивших шефова, сумњају у то. Међутим, околности се убрзо окрећу против Карлита. Његов млади рођак упетљан је у посао продаје дроге као гласник и достављач те је пред великим послом кад Карлито налијеће на њега. Рођак, који гледа на своју криминалну професију као на игру, инсистира да Карлито пође с њим као подршка само како би видио како ће реаговати његов полулегендарни рођак. Нажалост, банда са којом су трговали убија рођакова шефа, издаје и убија Карлитовог рођака. Карлито се мора пуцњавом пробити из дилерског скровишта, а током бјекства узима новац од продаје. Користи новац како би купио ноћни клуб којег посједује коцкар Сасо(Хорхе Порсел), коме су потребни инвеститори јер ће га убити због дугова.
Карлитов одмах поставља ствари на своје мјесто. Глумећи промотора ноћног клуба, остварује зараду и штеди сваки цент. Карлито ради неке промјене: доводи Пачангу за своју десну руку; сусреће се са Бенијем Бланком (Џон Легвизамо), младим гангстером из Бронкса за којег више људи, укључујући Сасу, каже да личи на младог Карлита. Ово разбјесни Карлита који назове Бенија 'пропалицом'. Ипак, Карлитов живот је далеко од мирног. Обнавља везу са Гејл (Пенелопи Ен Милер), бившом љубавницом и плесачицом са Бродвеја. Пар се поновно сусреће, али се са горчином присјећају своје везе. Лалин (Виго Мортенсен), бивши пријатељ, „озвучен“ је послат у клуб покушавши добити доказе који би помогли да Карлито поново доспије у затвор. Иако од тога није било ништа, Карлито схвата да га државни тужилац није заборавио те да му неко близак жели смјестити. Једна Лалинова реченица потакне Карлита да испита што му је рекла Гејл. Проналази је како плеше на позорници, али не у представи, него у стриптиз шоу. Како Карлито показује толеранцију, Гејл попушта па њихова веза постаје мање напета. Ипак, не иде свачији живот тако добро. Клајнфилд је почео узимати кокаин и пити. Мафијашки шеф и Клајнфилдовв клијент, Тони Тагалучи, вјерује да му је Клајнфилд украо милион долара који су наводно требало да буду употребљени као мито за избјегавање затворске казне. Затворен на острву Рајкерс, тешко болестан, Тони окривљује Клајнфилда и даје му ултиматум; или ће му помоћи да изађе или ће му послати мафију за врат. Између стреса и дроге, Клајнфилдово се понашање мијења и он постаје опасан. Потуче се са Бенијем Бланком у Карлитовом клубу због конобарице, а Карлито је присиљен интервенисати након што је Клајнфилд извукао пиштољ. Како су га избацили, Бланко напада и извријеђа Карлита, на што га Пачанга и двојица претуку. Но, Карлито им наређује да га не убију, чиме жели показати да није више насилан. Карлито препознаје потенцијалну опасност која би се могла изродити из те његове одлуке, мислећи да „улица увијек гледа“ те да се то освећује људима који покажу слабост. Ипак одлучује поштедјети Бланка. Клајнфилд долази до Карлита и почне га молити за помоћ у покушају бјекства Тонија Тагалучија. Има план: Клајнфилд има брод којим ће упловити у ријеку како би покупио Тонија, а Карлито и један од Тонијевих синова ће му помоћи. Међутим, тамо, полудјели Клајнфилд убија Тонија и његовог сина. Карлито, схвативши озбиљност прекршаја, каже, „Убио си нас, Дејве! Убио си нас." Тијела су бачена у ријеку, а Клајнфилд наивно претпостави да ако мафија не буде могла ништа доказати, неће тражити њега и Карлита. Карлито зна да то није тако и почиње размишљати како ће преживјети. Коначно одлучује како је једина исправна ствар покупити новац, Гејл и напустити град прије него што мафија дође по њега. Карлито дозна да га његов пријатељ Пачанга шпијунира за Бенија Бланка. За Пачангу кажу како је незадовољан тиме што нема пребијене у џепу и ради легитиман посао без већег успјеха. Карлито прелази преко тога, одлучивши му вјеровати.
Док је објашњавао Гејл како стоје ствари, Карлита позивају у канцеларију јавног тужиоца. Ондје му тужилац пусти снимку на којој Клајнфилд нуди свједочење против Карлита ако се одбаце оптужбе против њега. Снимка наводно потиче из неуспјешног покушаја прислушкивања са Лалином. Тужитељ понуди Карлиту нагодбу, рекавши му како знају да се почео бавити легитимним послом те да је Клајнфилд сада за њих пуно значајнија мета. Осим тога, ФБИ зна да су Клајнфилд и Карлито умијешани у Тонијево убиство. Заправо, Клајнфилд је већ нападнут и завршио је у болници. Упркос томе, Карлито одбија свједочити против Клајнфилда и одлази у болницу како би сазнао истину. Клајнфилд у бијесу признаје да је издао Карлита. Глумећи да помаже Клајнфилду са његовим пиштољем, Карлито га кришом испразни и одлази. У болници примећује сумњивог мушкарца обученог у полицијску униформу, за којег се испоставља да је други син Тонија Тагалучија, Вини, који је дошао докрајчити Клајнфилда. Са испражњеним пиштољем, Клајнфилд нема изгледа. Вини га убија хицем у главу.
Карлито се враћа у клуб са намјером да покупи новац и оде; но, тамо га дочекује доста италијанских гангстера са којима је сарађивао у прошлости. Схвата да су дошли како би га задржали тамо и сазнали је ли и он био на броду са Клајнфилдом, али нема могућности бјекства. Стиже Вини и упита о Клајнфилду. Након што Карлито одговара да га није видио већ неко вријеме, Италијани схватају како је и он упетљан. Међутим, прије него што су успели ишта урадити, Карлито побјегне кроз задњи излаз. Почиње потјера за Карлитом кроз градску подземну жељезницу. На станици Гранд Сентрал чека воз који би требало да Карлита и Гејл одвезе из града. Карлито им умало успијева побећи, али га налазе и почиње велики револверашки обрачун. Карлито успијева убити све прогонитеље осим самог Винија, који је тешко рањен, али посрће за Карлитом који јури према возу. Винија убија полиција. Карлито упада у засједу неког кога није очекивао: Бенија Бланка.
Иако је то Карлито игнорисао, Пачанга је заиста радио са Бенијем Бланком и смјестио Карлиту рекавши Бланку где ће се Карлито појавити. Бланко га погоди трипут у стомак пиштољем са пригушивачем скривеним у повезу за руку. Пачанга признаје умирућем Карлиту да га је преварио како би сачувао самог себе. Пачанга покуша поћи са Бенијем, али овај га убије. Након тога; Карлито се присјећа свог живота са којим је почео и сам филм, прије него што је умро на носилима уз уплакану Гејл. Предаје Гејл новац који је сачувао за њихов нови живот и каже јој да побјегне са њиховим нерођеним дететом и почне нови живот другдје. Филм завршава са Карлитом којег носе на носилима у железничку станицу док зури у огласни пано са карипском плажом и плесачицом. Прича о својим жељама за Гејл и властитој смрти. Пано оживљава, а плесачица на слици постаје Гејл, док он умире.

## Улоге
| Глумац            | Улога                    |
| ----------------- | ------------------------ |
| Ал Пачино         | Карлито „Чарли“ Бриганте |
| Шон Пен           | Дејвид Клајнфелд         |
| Пенелопи Ен Милер | Гејл                     |
| Џон Легвизамо     | Бени Бланко              |
| Ингрид Роџерс     | Стефи                    |
| Луис Гузман       | Пачанга                  |
| Џејмс Ребхорн     | окружни тужилац Норвок   |
| Џозеф Сираво      | Винсент „Вини“ Таљалучи  |
| Виго Мортенсен    | Лалин                    |
| Ричард Форонџи    | Пит Амадесо              |
| Хорхе Порсел      | Сасо (Рон)               |
| Френк Минучи      | Тони Таљалучи            |
| Адријан Пасдар    | Френки Таљалучи          |
| Џон Ортиз         | Гвахиро                  |
| Анхел Салазар     | Валберто                 |

## Зарада
- Зарада у САД - 36.948.322 $
- Зарада у иностранству - 26.900.000 $
- Зарада у свету - 63.848.322 $